# Kyllikki Forssell
Kyllikki Kaarina Forssell (2 de mayo de 1925 – 7 de octubre de 2019) fue una actriz finlandesa.

## Biografía
Su nombre completo era Kyllikki Kaarina Forssell, y nació en Helsinki, Finlandia. Kyllikki Forssell inició estudios interpretativos en sus años de escuela secundario. Además, estudió estética en la Universidad de Helsinki, y complementó su formación de actriz en la escuela del Teatro Sueco. Entre los años 1948 y 1992 fue actriz en el Teatro Nacional de Finlandia, y a lo largo de su carrera teatral hizo diferentes viajes a teatros europeos.
La carrera interpretativa de Forssell fue principalmente teatral. Entre las varias obras en las que actuó figuran las siguientes: Donna, de Dario Fo, en el Teatro Nacional; Gustaf III, de August Strindberg, en el Teatro Sueco; Katariina Suuri, de Laila Hirvisaari; Kvartetti, de Ronald Harwood, estrenada en 2001 en el Helsingin kaupunginteatteri.
Forssell fue también actriz cinematográfica y televisiva. Tuvo uno de los papeles principales de Nuoria ihmisiä (1943), y en la película de Jaakko Pakkasvirta Runoilija ja muusa (1978), sobre la vida de Eino Leino, Forssell encarnó a la actriz Ida Aalberg. Su último papel para la gran pantalla llegó con la cinta de Kaisa Rastimo Säädyllinen murhenäytelmä (1998). Para la televisión, actuó en diferentes series y telefilmes, siendo también locutora durante las emisiones de prueba del canal televisivo Televisiokerho.
Por su trayectoria artística, en el año 1976 Forssell fue premiada con la Medalla Pro Finlandia, y en 1989 recibió el título de Consejero Teatral  concedido por el presidente de la República. Además, en el año 2005 recibió la Medalla de Oro de la Confederación de Organizaciones de Teatro de Finlandia.

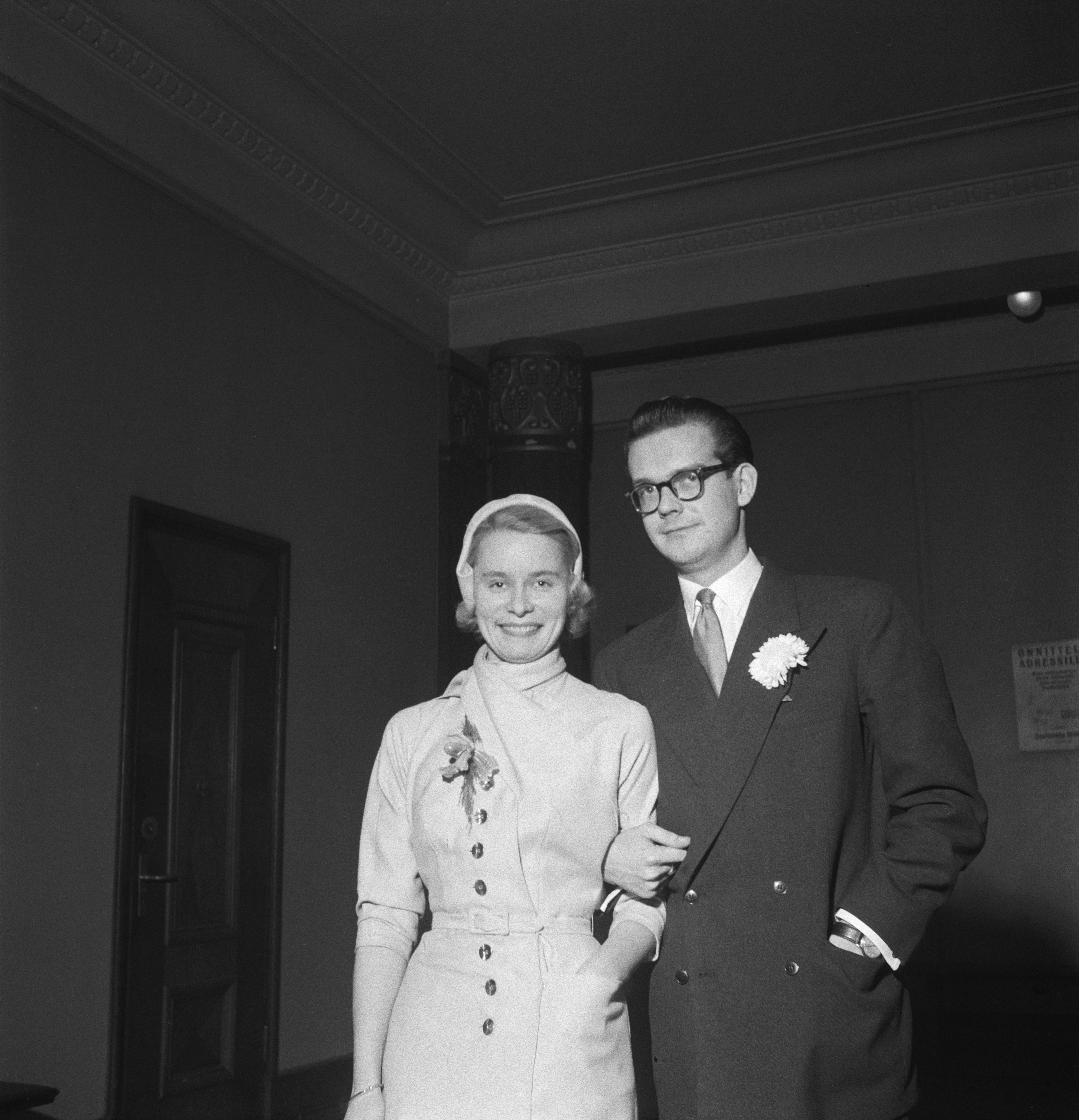
Kyllikki Forssell y Erik Indrenius-Zalewski el día de su boda en 1951

Kyllikki Forssell falleció en Helsinki en el año 2019 a causa de un cáncer. Tenía 94 años de edad. Forssell se había casado dos veces. Su primer marido fue el economista y profesor Patrick Bruun, con el que se casó en 1945, y del que se divorció en 1950. Al siguiente año se casó con Erik Indrenius-Zalewski, el cual falleció en 1962.

## Filmografía (selección)
- 1943 : Tyttö astuu elämään
- 1945 : Suomisen Olli yllättää
- 1962 : Yksityisalue
- 1966 : Tänään olet täällä
- 1978 : Runoilija ja muusa
- 1998 : Säädyllinen murhenäytelmä